# Norbert Marten
Norbert Marten (* 1953 in Lingen) ist ein deutscher Bildhauer, Maler und Designer.

## Ausbildung und Tätigkeit
Von 1976 bis 1982 studierte Norbert Marten an der Hochschule Bremen Bildhauerei und Freie Malerei. Er schloss mit einem Diplom in Design ab. Von 1981 bis 1996 war er freischaffender Künstler in Oldenburg (Oldenburg). Von 1983 bis 1991 lehrte er an der Carl von Ossietzky Universität Oldenburg. Seit 1996 lebt und arbeitet er als freischaffender Künstler in Westerstede.

## Werk

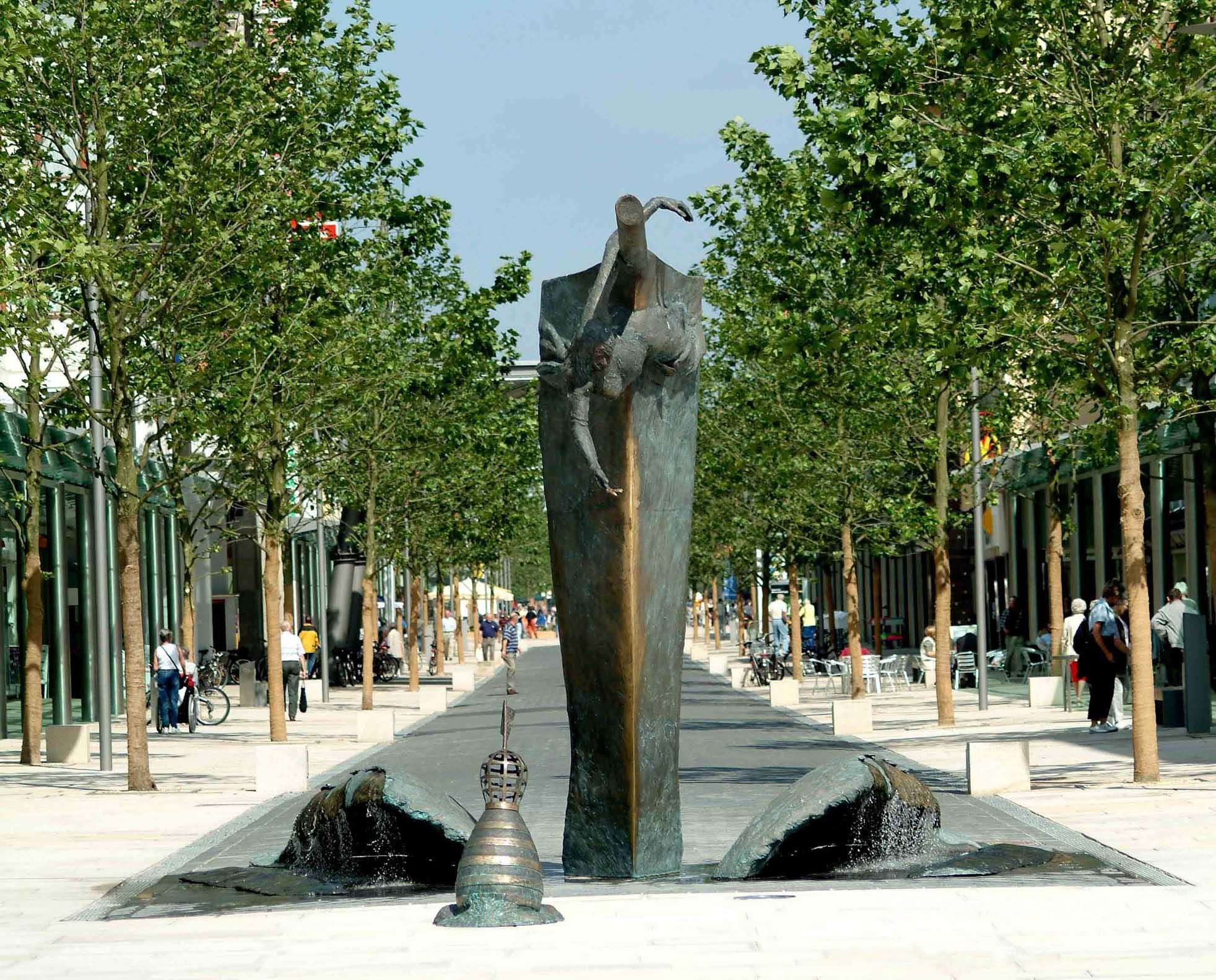
Bugwelle von Bremerhaven

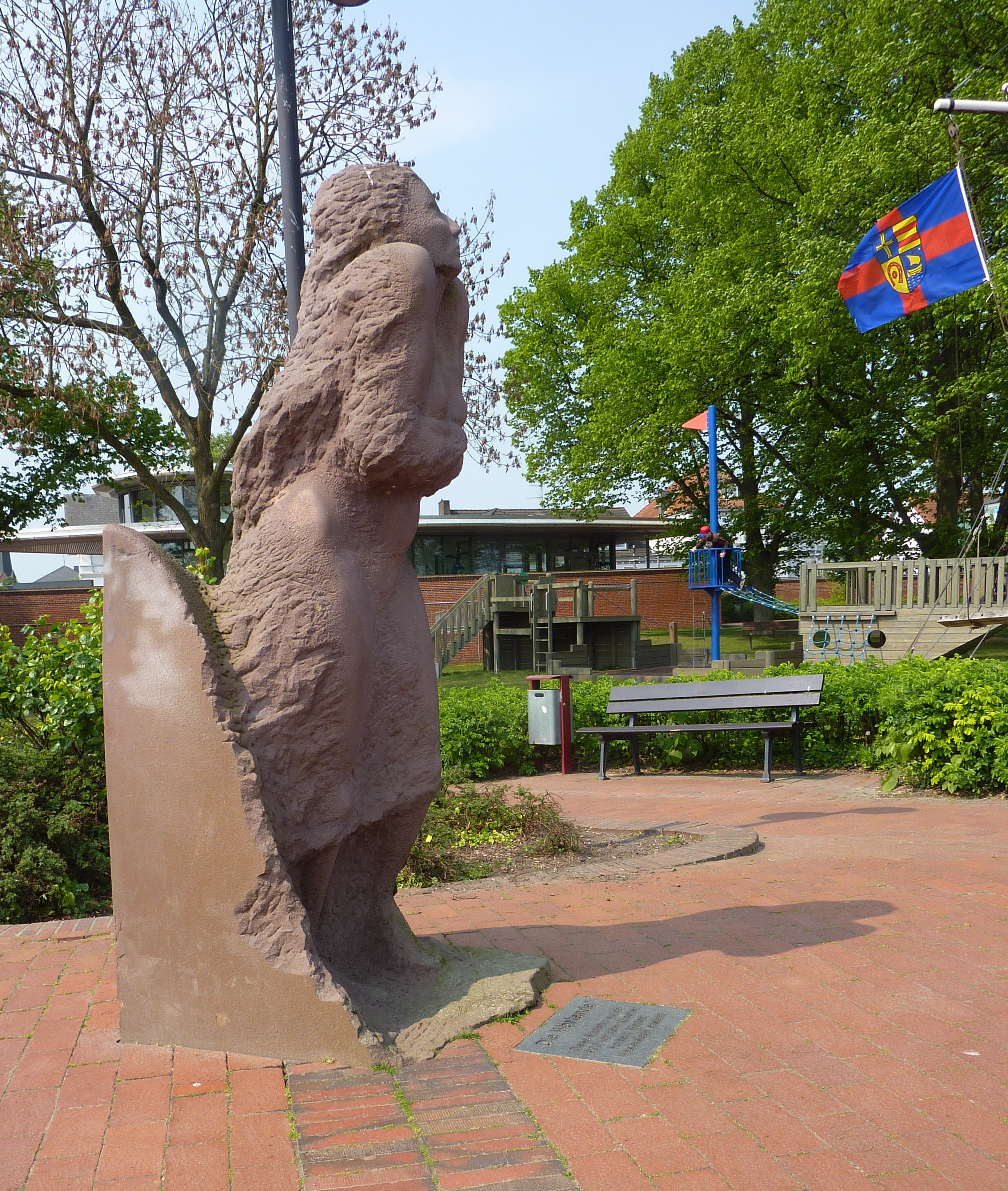
„Die Wartende“ in Brake (vor Oldenburger Flagge)

Skulpturen aus Bronze, im Kunstguss als Sandguss oder im Wachsausschmelzverfahren hergestellt, Kirchenfenster und Glasgestaltungen für Fassaden, Kunst im öffentlichen Raum aus Stein und Malereien mit Ölfarbe auf Leinwänden zeigen seine künstlerische Vielseitigkeit. Seine Kunst kennzeichnet besonders die Auseinandersetzung mit der menschlichen Figur in ihren unterschiedlichen Seinsmomenten und gesellschaftspolitischen Zusammenhängen.
Bei Bildhauerwettbewerben, wie für die Petri-Kirche Westerstede (1999) und die Brunnenanlage Bremerhaven (2002) setzten sich seine Arbeiten durch und konnten ausgeführt werden. Ebenso beim Glasgestaltungswettbewerb für Altarfenster in der Dietrich-Bonhoeffer-Kirche Schortens. Norbert Marten wurde mehrfach mit Preisen ausgezeichnet, etwa mit dem Europäischen Kunstpreis Oldenburger Land (1988) und dem Kunstpreis der Kunsthalle Wilhelmshaven (1991).
Arbeiten befinden sich in bedeutenden Sammlungen: Sammlung Ludwig, Hannover; Landesmuseum Oldenburg; Museum Narodowe, Krakau, Polen; Metropolitan Museum, Tokyo, Japan.
Unter den vielen Ausstellungen und Ausstellungsbeteiligungen können einige Ausstellungen und Orte hervorgehoben werden: Kunsthalle Wilhelmshaven; Angermuseum, Erfurter Kunstverein; „bronzezeitlos“ Landesmuseum für Natur und Mensch Oldenburg; Skulpturenpfad „EXPO“ Ammerland; Art Zürich; Internetgalerie artnori, Fürth; Deutsches Glasmalerei-Museum, Linnich.

## Kunst im öffentlichen Raum
- 1990 Wartende, Freiplastik, Stein, Stadt Brake
- 1994 Bewegung und Begegnung, Empfangsraum Tagesklinik, Bronze und Holz, Taunusstein
- 1995 Dialog, Freiplastiken und Platzgestaltung, Stadt Cloppenburg
- 1996 Papier trägt, Freiplastik an Gebäude, Bronze, Oldenburg
- 1997 freitags 18.00 Uhr, Freiplastik, Privatbesitz, Oldenburg
- 1997 Kirchenfenster, Überkopfverglasung und 6 Altarfenster, Kirchberg
- 2000 Kirchenfenster, Altarfenster der Lukaskirche, Walle
- 2000 Herrensitz, Freiplastik und Platzgestaltung, Wittenheimer Burgplatz mit „Herrensitz“, Westerstede
- 2000 Hochaltar, Reliefs, Petrikirche, Westerstede
- 2001 Bulle und Bär, Freiplastiken, Bronze, Viersen
- 2002 Bugwelle von Bremerhaven, Freiplastik und Brunnenanlage, Bremerhaven
- 2002 Wandmalerei, 130 m² an einem Industriegebäude, Oldenburg
- 2003 Global, Freiplastik, Aluminium, beweglich, Bremerhaven
- 2006 Paulus, Bronzehalbrelief, Ev.-lutherische Kirche, Westerstede-Ocholt
- 2007 König-Albert-Brunnen, Bronze, Granit, Altmarkt Plauen
- 2008 Verbunden, Edelstahlguss, Dreiecksplatz Gütersloh
- 2008 Stelzenläufer, vier Bronzeskulpturen in einer Gruppe, München
- 2010 Streithähne, Amtsgericht Brake
- 2012  Porträt "Kurt Landauer", FC Bayern München, Stadion
- 2013  "Man kann was bewegen", Kinetisches Bildobjekt, Pius Hospital, Oldenburg
- 2013  "Freialtar" – Freiplastik aus Sandstein mit Bronze, Burgplatz Mansingen, Westerstede
- 2014/15 Kapelle Langwiedstift: Kirchenfenster, Altar, Ambo, Tabernakel, Ewiges Licht, Saarbrücken
- 2015  Porträts für Universität  Erlangen: "Emmy Noether", "Felix Klein", "JohannRadon"
- 2015 Fischers Sohn will Meer, Bronze, vor dem Künstlerhaus Hooksiel

## Zitate
„Mich interessieren Momente menschlichen Seins als inhaltliches Thema, das ich malerisch auf der Fläche in Tiefenräumen bearbeite. Dabei bringe ich gerne unterschiedliche fragmentarische Darstellungen zu einem neuen Sehensbereich zusammen.“

„Mit der Kombination von Malerei und Plastik schafft Marten eine eigene Form von Bewegung und Offenheit als künstlerische Ausdrucksform.“

„Die Bronzefiguren des Norbert Marten können, so scheint es, alle auf erfolgreiche Bühnenjahre zurückblicken, sind ganz Gestus und sprechende Bewegung – und sämtliche Accessoires Spiegel ihrer Seelen.“